# Кевін Лонг
Кевін Лонг (англ. Kevin Long, нар. 18 серпня 1990, Корк) — ірландський футболіст, центральний захисник англійського клубу «Бірмінгем Сіті» та національної збірної Ірландії.

## Клубна кар'єра
Народився 18 серпня 1990 року в місті Корк. Вихованець футбольної школи клубу «Корк Сіті». Дорослу футбольну кар'єру розпочав 2009 року в основній команді того ж клубу, в якій провів один сезони, взявши участь у 16 матчах чемпіонату.
У січні 2010 року Лонг перейшов в англійський «Бернлі», підписавши чотирирічний контракт. Втім у вищоліговій команді ірландець дебютувати не зміг і з жовтня виступав на правах оренди за англійські нижчолігові клуби — «Аккрінгтон Стенлі» з Другої ліги і «Рочдейл» та «Портсмут» з Першої.
Після повернення до «Бернлі» у жовтні 2012 року Лонг почав виступати за команду, що вилетіла до Чемпіоншипу, провівши там у дебютному сезоні 14 ігор, а у наступному сезоні 2013/14 він зробив 7 виступів і допоміг команді посісти 2 місце та повернутись до Прем'єр-ліги. 1 січня 2015 року Лонг дебютував в Прем'єр-лізі, вийшовши на заміну в грі проти «Ньюкасл Юнайтед» на 17-й хвилині замість травмованого Джейсона Шекелла, але на 37-й хвилині сам отримав травму і був замінений Стівеном Рідом. В підсумку Кевін через травму не зіграв більше у тому сезоні, а клуб посів передостаннє 19 місце і вилетів назад до Чемпіоншипу.
У листопаді 2015 року, відновившись після травми хрестоподібних зв'язок коліна, Лонг відправився в оренду в клуб Першої ліги «Барнслі». Там ірландець був основним гравцем і допоміг команді вийти у фінал Трофею Футбольної ліги, забивши свій післяматчевий пенальті у півфіналі проти «Флітвуд Таун». Втім у виграному фіналі Лонг вже не грав, оскільки у березні був відданий в оренду до кінця сезону у «Мілтон-Кінс Донс» з Чемпіоншипу. Там Кевін зіграв у 2 матчах, а клуб вибув за підсумками сезону в Першу лігу.
Перед сезоном 2016/17 Лонг знову повернувся у «Бернлі», яке саме вийшло до Прем'єр-ліги, де став дублером основної пари центрбеків Джеймс Тарковскі—Бен Мі. Станом на 10 серпня 2021 року відіграв за клуб з Бернлі 63 матчі в національному чемпіонаті.

## Виступи за збірні
Протягом 2009—2010 років викликався до складу молодіжної збірної Ірландії, але так за неї і не зіграв жодної гри.
1 червня 2017 року дебютував в офіційних матчах у складі національної збірної Ірландії у товариській грі проти збірної Мексики (1:3), замінивши Джона Ігана у другому таймі.
| Дата       | Місто         | Господарі | Результат | Гості         | Турнір                               | Голи | Примітки |
| ---------- | ------------- | --------- | --------- | ------------- | ------------------------------------ | ---- | -------- |
| 1-6-2017   | Іст-Ратерфорд | Мексика   | 3 – 1     | Ірландія      | товариський матч                     | -    | 64'      |
| 4-6-2017   | Дублін        | Ірландія  | 3 – 1     | Уругвай       | товариський матч                     | -    |          |
| 11-6-2017  | Дублін        | Ірландія  | 1 – 1     | Австрія       | Відбір до ЧС 2018                    | -    |          |
| 9-10-2017  | Кардіфф       | Уельс     | 0 – 1     | Ірландія      | Відбір до ЧС 2018                    | -    | 90'      |
| 23-3-2018  | Анталія       | Туреччина | 1 – 0     | Ірландія      | товариський матч                     | -    |          |
| 28-5-2018  | Сен-Дені      | Франція   | 2 – 0     | Ірландія      | товариський матч                     | -    | 80'      |
| 2-6-2018   | Дублін        | Ірландія  | 2 – 1     | США           | товариський матч                     | -    |          |
| 11-9-2018  | Вроцлав       | Польща    | 1 – 1     | Ірландія      | товариський матч                     | -    |          |
| 13-10-2018 | Дублін        | Ірландія  | 0 – 0     | Данія         | Ліга націй УЄФА 2018-2019 - 1-й етап | -    |          |
| 16-10-2018 | Дублін        | Ірландія  | 0 – 1     | Уельс         | Ліга націй УЄФА 2018-2019 - 1-й етап | -    | 16' 75'  |
| 19-11-2018 | Орхус         | Данія     | 0 – 0     | Ірландія      | Ліга націй УЄФА 2018-2019 - 1-й етап | -    |          |
| 10-9-2019  | Дублін        | Ірландія  | 3 – 1     | Болгарія      | товариський матч                     | 1    |          |
| 14-11-2019 | Дублін        | Ірландія  | 3 – 1     | Нова Зеландія | товариський матч                     | -    |          |
| 11-10-2020 | Дублін        | Ірландія  | 0 – 0     | Уельс         | Ліга націй УЄФА 2020-2021 - 1-й етап | -    | 74'      |
| 12-11-2020 | Лондон        | Англія    | 3 – 0     | Ірландія      | товариський матч                     | -    | 61'      |
| 15-11-2020 | Кардіфф       | Уельс     | 1 – 0     | Ірландія      | Ліга націй УЄФА 2020-2021 - 1-й етап | -    |          |
| 18-11-2020 | Дублін        | Ірландія  | 0 – 0     | Болгарія      | Ліга націй УЄФА 2020-2021 - 1-й етап | -    | 11'      |
| Усього     |               | Матчів    | 17        |               | Голів                                | 1    |          |